# Gustave Le Rouge
Gustave Henri Joseph Le Rouge (Valognes, 22 luglio 1867 – 24 febbraio 1938) è stato uno scrittore francese, precursore del romanzo "di anticipazione", o di fantascienza.
I suoi romanzi che hanno protagonista il dottor Cornelius vengono pubblicati in Italia da Bemporad nel 1923 nella collana monografica "Collezione di avventure poliziesche. Il misterioso dottor Cornelius", abbelliti da copertine futuristiche di Mario Sironi .  

## Opere principali
- Le Prisonnier de la planète Mars (1908); ripubblicato nel 1912 con il titolo Le Naufragé de l'Espace
- La Guerre des vampires (1909), seguito del romanzo Le Prisonnier de la planète Mars; ripubblicato nel 1913 con il titolo L'Astre d'épouvante
- Le mystérieux docteur Cornélius (1912-1913)